# Данта-ди-Кадоре
Данта-ди-Кадоре (итал. Danta di Cadore) —коммуна в Италии, располагается в провинции Беллуно области Венеция.
Население составляет 552 человека (2008 г.), плотность населения составляет 69 чел./км². Занимает площадь 8 км². Почтовый индекс — 32040. Телефонный код — 0435.
Покровителем коммуны почитается святой Себастьян.

## Демография
Динамика населения:

## Администрация коммуны
- Официальный сайт: http://www.dantadicadore.info/